# Uncyclopedia

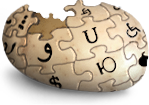
Biểu trưng của Uncyclopedia.

Uncyclopedia, "bách khoa toàn thư không có nội dung (content-free) mà ai cũng có thể sửa đổi", là cách nói nhại theo Wikipedia ("bách khoa toàn thư với nội dung tự do [free-content] mà ai cũng có thể sửa đổi"), mặc dù Uncyclopedia tuyên bố ngược lại (và cũng tuyên bố rằng Wikipedia tuyên bố ngược lại, và cứ như thế đến bất tận). Trang này được Jonathan Huang và người cộng tác không nêu tên (được nội bộ Uncyclopedia biết với biệt danh 'Stillwaters') cho ra đời vào tháng 1 năm 2005, và tuyên bố là dự án của Tổ chức Uncyclomedia giả tưởng.
Sứ mệnh tự tuyên bố của Uncyclopedia là để cung cấp SPOV, hay Quan điểm trào phúng (Satirical Point of View). Tuy nhiên, dưới hình thức wiki nó thường đi trệch khỏi mục tiêu này, và cho ra đời các bài viết hài hước về mọi chủ đề, hầu hết trong đó không nhất thiết phải trào phúng.

## Lịch sử

Hình chụp trang chính của Uncyclopedia vào ngày 3 tháng 3 năm 2006: được thay đổi để phản ánh phiên bản mới của trang chính Wikipedia tiếng Anh; có kèm lời cảm ơn thành viên tạo ra bài thứ mười triệu, ngay sau khi Wikipedia tiếng Anh có một triệu bài.

Uncyclopedia được Jonathan Huang ("Chronarion") cho ra đời vào tháng 1 năm 2005 như là nơi trào phúng về Wikipedia, và lúc đầu nhằm đáp ứng nhu cầu của trang Những trò đùa dở tệ và những thứ vô nghĩa lý bị xoá khác trên Wikipedia tiếng Anh. Tuy nhiên nó không thông báo về chính nó trên Wikipedia, và trở thành một nơi dành cho các bài viết nhỏ có tính trào phúng trên những chủ đề tương ứng.
Uncyclopedia nhanh chóng phát triển vượt quá khả năng của webhost ban đầu; vào ngày 26 tháng 5 năm 2005, nó được thông báo là sẽ được host bởi Wikia, Inc.  Giấy phép và tên miền trang web vẫn được giữ nguyên.
Nội dung trên Uncyclopedia được cấp phép theo giấy phép Creative Commons Attribution-NonCommercial-ShareAlike 2.0. Tương tự các trang Wikia khác, cơ sở dữ liệu bài viết đầy đủ được cung cấp miễn phí để tải xuống trực tuyến. Tháng 1 năm 2006 Uncyclopedia có hơn 18.000 bài viết và lớn thứ 3 trong số wiki được host bởi Wikia.

## Nội dung

Ảnh chụp bài viết về Pablo Picasso trên Uncyclopedia với hình minh hoạ gây cười ngụ ý đến một trong các bức tự hoạ của ông.

Các mục từ trên Uncyclopedia thường mang tính giả tưởng, dựa một cách lỏng lẻo vào thực tế nhưng nhắm vào việc nhại lại. Một số bài viết đi kèm với hình ảnh thường là phiên bản hài hước của cái được miêu tả hoặc minh hoạ gây cười về hiện tượng.
Một trò đùa lặp đi lặp lại là trích dẫn sai Oscar Wilde - hoặc là trích dẫn một câu nói nổi tiếng của ông nhưng sửa chữa chút ít để nhại sự lạm dụng câu nói đó, hoặc với một cụm từ hoàn toàn khác biệt với phong cách của ông. Ở đó có danh mục toàn bộ các lời trích dẫn Oscar Wilde tưởng tượng cũng như Undictionary, một "ick!tionary" (từ điển hủ lậu) cho truyện hài một dòng và "daffynitions" (định nghĩa dở hơi) đề cập đến nhiều chủ đề khác nhau, và UnNews, "nguồn thông tin sai lạc đến phút cuối". (Undictionary và UnNews nhại theo Wiktionary và Wikinews.)
Steve Ballmer cũng trở thành chủ đề của các lời đùa tương tự khi ông được trích dẫn sai trên nhiều trang để đe doạ loại bỏ chủ đề bài viết - nhại lại lời đe doạ tiêu diệt Google ("fucking kill Google") của ông ta. Một kiểu đùa khác là "Những điều George Bush không quan tâm" để nhại lời chỉ trích của Kanye West rằng George Bush "không quan tâm đến người da đen."